# Protesty na Słowacji (2025)
Ten artykuł dotyczy trwającego wydarzenia. Informacje w nim zamieszczone mogą się zmienić lub zdezaktualizować wraz z postępem zdarzenia, a początkowe doniesienia mogą być niepewne. Ostatnie zmiany tego artykułu mogą nie odzwierciedlać najbardziej aktualnych informacji.
Protesty na Słowacji – protesty rozpoczęte w styczniu 2025 roku, które w głównej mierze są wyrazem sprzeciwu przeciwko prorosyjskiej polityce premiera Słowacji Roberta Ficy. Demonstracje, zorganizowane przez Peace for Ukraine, odbyły się w 28 miejscowościach w całym kraju. Ponadto demonstracje odbyły się także w czeskiej Pradze i polskim Krakowie.
W największych demonstracjach odbywających się 23 i 24 stycznia wzięło udział między 35 a 60 tysięcy osób w stołecznej Bratysławie oraz między 10 a 15 tysięcy w Koszycach. 24 stycznia doszło do wykluczenia z partii Głos – Socjalna Demokracja dwóch posłów z grupy Głos Rozsądku. Doprowadziło to do utraty większości parlamentarnej przez gabinet premiera Ficy i rozpoczęło okres istnienia rządu mniejszościowego na Słowacji.

## Tło

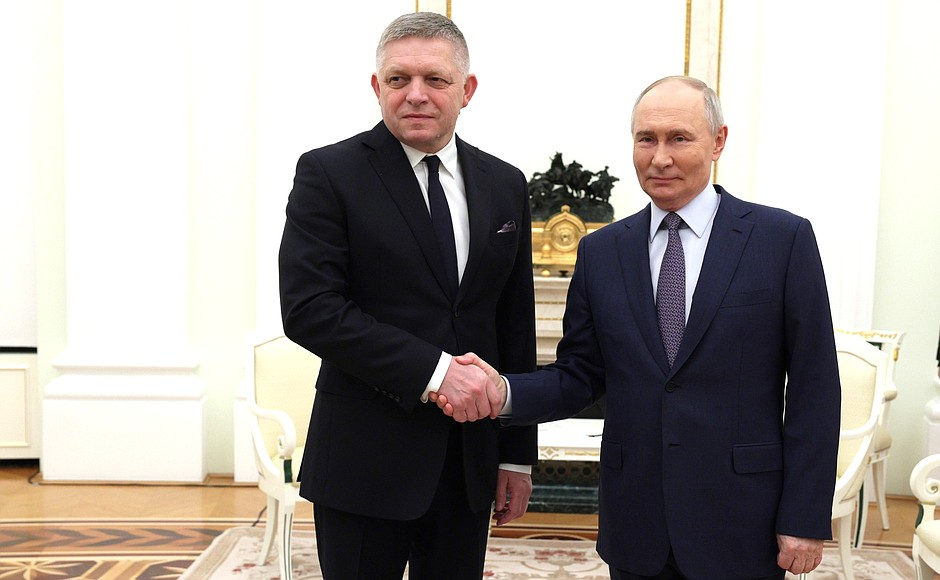
Robert Fico ściskający dłoń Władimirowi Putinowi w Moskwie, 22 grudnia 2024 roku

Protesty rozpoczęły się w odpowiedzi na działania dyplomatyczne i stanowiska polityczne premiera Słowacji Roberta Ficy po jego powrocie do władzy w październiku 2023 roku po wyborach parlamentarnych. Jego partia Kierunek – Socjalna Demokracja (Smer–SD) zapewniła sobie zwycięstwo wyborcze na platformie łączącej prorosyjskie nastroje z antyamerykańską i eurosceptyczną retoryką, co doprowadziło do istotnych zmian w orientacji polityki zagranicznej Słowacji. Pod przywództwem Ficy Słowacja wdrożyła kilka kontrowersyjnych zmian politycznych, w tym zakończenie pomocy wojskowej dla Ukrainy, wyraźny sprzeciw wobec sankcji Unii Europejskiej nałożonych na Rosję, obietnicę zablokowania potencjalnego członkostwa Ukrainy w NATO oraz sugestię wyjścia Słowacji z Unii Europejskiej i NATO.
15 maja 2024 roku Fico został postrzelony i ciężko ranny podczas próby zamachu przeprowadzonej przez 71-letniego Juraja Cintulę, który oświadczył, że działał głównie z powodu sprzeciwu rządu Ficy wobec pomocy wojskowej dla Ukrainy podczas rozpoczętej w lutym 2022 roku rosyjskiej inwazji na Ukrainę. Po powrocie do zdrowia, 5 czerwca 2024 roku Robert Fico opublikował w sieci 14-minutowe nagrane wcześniej przemówienie, w którym nazwał potencjalnego zabójcę „aktywistą słowackiej opozycji”, który stał się „posłańcem zła i nienawiści politycznej” stworzonym i wymkniętym spod kontroli przez „nieudaną i sfrustrowaną opozycję”. Fico twierdził, że opozycja polityczna z lewicy wykazała się „gwałtownymi lub nienawistnymi ekscesami” wobec jego demokratycznie wybranego rządu, wierząc, że polityka zagraniczna skupiona na Zachodzie jest jedynym akceptowalnym podejściem, zwłaszcza w odniesieniu do wojny rosyjsko-ukraińskiej, wierząc, że „prawo do posiadania odmiennego zdania przestało istnieć w Unii Europejskiej”.
W odpowiedzi na próbę zamachu, 12 czerwca rząd Ficy przedstawił szereg środków, mających na celu poprawę bezpieczeństwa polityków i innych ważnych osób. Obejmowały one zakaz protestów przed rezydencjami polityków i w odległości 50 metrów od siedziby rządu i prezydenta, przydzielenie długoterminowych rezydencji prezydentowi, premierowi i przewodniczącemu Rady Narodowej oraz zapewnienie bezpieczeństwa liderom wszystkich partii politycznych w Radzie Narodowej, prokuratorowi generalnemu i szefowi Sądu Konstytucyjnego. Propozycje zostały zatwierdzone przez Radę Narodową 27 czerwca i weszły w życie 15 lipca. Grupy opozycyjne i Amnesty International skrytykowały te środki jako próbę ograniczenia prawa do zgromadzeń.
Ponadto rząd słowacki stanął w obliczu potencjalnych konsekwencji ekonomicznych zaprzestania tranzytu rosyjskiego gazu spowodowanego zaostrzeniem sankcji przez Ukrainę wobec Łukoilu, największej firmy naftowej w Rosji. Obejmowało to zakaz dostaw ropy dla Łukoilu i przeniesienie jego zobowiązań umownych do dostarczania ropy na Węgry i Słowację rurociągiem „Przyjaźń” na inne firmy. Działania te doprowadziły do prognozowanych rocznych strat w wysokości około 500 milionów euro w opłatach tranzytowych dla Słowacji. Doprowadziło to do dalszej wrogości Ficy wobec rządu Ukrainy, jak i kolejnych żądań zaprzestania europejskich sankcji na Rosję i wstrzymania pomocy wojskowej dla zaatakowanej Ukrainy.

## Protesty
Protesty miały miejsce w obliczu zaostrzenia się napięć politycznych po tym, jak premier Fico przedstawił oskarżenia o potencjalną próbę zamachu stanu. Powołując się na tajny raport Słowackiej Służby Wywiadowczej (SIS), Fico twierdził, że opozycja polityczna współpracowała z podmiotami zagranicznymi w celu zorganizowania obalenia jego rządu poprzez zaplanowane obywatelskie nieposłuszeństwo, w tym okupację budynków rządowych, blokady dróg i ogólnokrajowe strajki. Liderzy opozycji i organizatorzy protestów z Peace for Ukraine kategorycznie odrzucili te oskarżenia, określając je jako próby zastraszenia ludności Słowacji. Krytycy zauważyli, że kierownictwo SIS utrzymywało bliskie stosunki z politycznymi sojusznikami Ficy.
Demonstracje przeciwko Ficy rozpoczęły się po wizycie dyplomatycznej premiera w Moskwie pod koniec grudnia 2024 roku, gdzie spotkał się z prezydentem Rosji Władimirem Putinem. 10 stycznia 2025 roku organizacja Peace to Ukraine koordynowała demonstracje w całej Słowacji, a liderka protestu Lucia Štasselová potępiła wizytę w Moskwie jako zasadniczo niezgodną z wartościami demokratycznymi. Protesty przeciwko Ficy wybuchły również w sąsiednich krajach, w tym w Pradze w Czechach i Krakowie w Polsce.
24 stycznia 2025 roku protesty skoncentrowane w Bratysławie przyciągnęły według szacunków organizatorów około 60 tysięcy uczestników. Protestujący wyrazili swój sprzeciw za pomocą różnych haseł podkreślających europejską tożsamość Słowacji, w tym „Słowacja to nie Rosja, Słowacja to Europa” i wezwań do rezygnacji Ficy. Peace for Ukraine ogłosiło plany dalszych demonstracji, planując następny duży protest na 7 lutego 2025 roku. W drugim największym mieście kraju, Koszycach, frekwencja na manifestacjach wyniosła między 10 a 15 tysięcy osób.
24 stycznia doszło do wykluczenia z partii Głos – Socjalna Demokracja dwóch posłów z grupy Głos Rozsądku. Doprowadziło to do utraty większości parlamentarnej przez gabinet premiera Ficy i rozpoczęło okres istnienia rządu mniejszościowego na Słowacji. Zdaniem Krzysztofa Dębca z Ośrodka Studiów Wschodnich kryzys ten może doprowadzić do przedterminowych wyborów parlamentarnych, mimo niechęci premiera, który obawia się utraty władzy.
7 lutego 2025 roku zorganizowano antyrządowe protesty w ponad 50 miastach Słowacji. Ogółem wzięło w nich udział około 100 tysięcy osób, w tym w samej Bratysławie ponad 40 tysięcy osób. Uczestnicy manifestacji domagali się rezygnacji Roberta Ficy ze stanowiska premiera oraz skandowali pod jego adresem hasło "Rosyjski agent". Skandowano również hasło będące głównym przesłaniem manifestacji "Słowacja jest Europą". Kolejne protesty zaplanowano na 21 lutego, w 7. rocznicę morderstwa słowackiego dziennikarza śledczego Jána Kuciaka i jego narzeczonej. Premier Fico jest obarczany polityczną odpowiedzialnością za tę zbrodnię.